# Death Note: Light Up the New World
Pour l’article homonyme, voir Death Note.
Série
L: Change the World
(2008)
Pour plus de détails, voir Fiche technique et Distribution.
Death Note: Light Up the New World (デスノート Light up the NEW world, Desu Nōto Light up the NEW world), est un film japonais réalisé par Shinsuke Sato, sorti en octobre 2016 au Japon.
Il s'agit de la quatrième adaptation cinématographique du manga Death Note créé par Tsugumi Ōba et Takeshi Obata, faisant suite à Death Note (2006), Death Note 2: The Last Name (2006) et L: Change the World (2008).
Le film débute alors  que dix ans ont passé depuis le combat entre Kira et L. Les Shinigami. Les dieux de la mort, envoient à nouveau des Death Note parmi les humains, et le monde sombre peu à peu dans le chaos. Tsukuru Mishima est membre de l'unité spéciale Death Note avec Matsuda, qui a travaillé sur l'affaire Kira. Les meurtres de masses ont désormais lieu au quatre coins du monde. Le successeur de L se met alors, lui aussi, à enquêter sur cette affaire qui réunirait six Death Note.

## Synopsis
Un médecin renommé se déplace dans la maison de son patient pour venir le soigner, et entend un cahier tomber du ciel. Intrigué, il ramasse le cahier qui se trouve être un cahier de la mort. Dans ce cahier, il est écrit : « Quiconque dont le nom est écrit dans ce cahier mourra ». Sceptique, l'homme emporte le cahier avec lui.
En train de soigner son patient gravement malade, ce dernier veut mourir, car il se sent trop souffrant. L'homme, voyant son patient au fond du gouffre, prend le cahier et écrit le nom de son patient, hésitant et précisant qu'il doit mourir en paix.
D'abord amusé de la situation, il se rend compte que le cahier a vraiment fait effet, et n'en croit pas ses yeux. Entendant un bruit suspect, il se retourne et aperçoit un shinigami (Dieu de la Mort).
2016, dix ans après le combat acharné entre Light Yagami (alias Kira) et L, plus grand détective du monde, le monde est frappé par le cyber-terrorisme et une chaîne de morts inexpliquées suggère que les Cahiers de la Mort sont à nouveau utilisés. Interpol affecte rapidement le successeur biologique de L, Ryuzaki, au "Death Note Task Force", force spéciale spécialisée dans les affaires concernant le Death Note, dirigé par Tsukuru Mishima. Cette force spéciale avait déjà arrêté quelques heures auparavant une criminelle du nom de Sakura Aoi, qui tuait des gens innocents avec les yeux de shinigami.
En touchant le carnet d'Aoi, la force spéciale aperçoit et interroge un shinigami (« dieu de la mort ») nommé Beppo, qui révèle qu'il y a actuellement six Cahiers de la Mort dans le monde humain, et que c'est le nombre maximum de cahiers qu'il peut y avoir sur Terre.
La force spéciale n'aura alors plus qu'un seul but : trouver les cinq cahiers restants.
Yuki Chien, cyber-terroriste possédant un des six cahiers, promet de récupérer les quatre cahiers restants. Incitant à la panique mondiale avec un virus mettant en vedette une vidéo de Light en tant que Kira, Shien prend ensuite contact avec la petite amie et ancienne alliée de Light, Misa Amane.
Après avoir restauré ses souvenirs de Misa en lui offrant un Death Note, Shien demande à Misa de divulguer des informations qui, selon lui, révéleront où se cache Light. Cette dernière refuse, affirmant avec tristesse que ce dernier est mort d'une crise cardiaque devant ses yeux. Imperturbable, Shien utilise ses capacités de piratage exceptionnelles pour localiser trois cahiers, tuant leurs propriétaires dans le processus.
Il usurpe ensuite l'identité de Kira via un autre virus, menaçant de tuer tout le monde à moins que le successeur de L, Ryuzaki, ne révèle son nom et son visage. En réponse, Ryuzaki diffuse une vidéo en image de synthèse du L original, invitant Kira à un site Web destiné à le tromper en lui révélant son emplacement. Anticipant cela, Shien s'échappe avant de tuer l'un des premiers enquêteurs de Kira : Tōta Matsuda. Craignant que l'enquête ne soit compromise, le gouvernement japonais dissout cette force spéciale.
Refusant d'abandonner, Mishima découvre que la vidéo en image de synthèse de Ryuzaki est en fait un message destiné à Neo-Kira (« Je possède le dernier Death Note ») Enragé, ce dernier va confronter Ryuzaki chez lui et découvre la relation d'amitié qu'il entretient avec son shinigami Ama. Mishima récupère le Death Note de Ryuzaki et découvre qu'il n'y a rien d'inscris dedans. Ryuzaki avait promis à L, avant sa mort, qu'il n'utiliserais pas le cahier. Mishima part de la maison convaincu mais se fait arrêter par la police, soupçonné de compromettre l'enquête.
Un an auparavant, Mishima avait été chargée de retrouver Hikari Yagami, le successeur secret de Light qui avait été confié au procureur Teru Mikami. Cependant, Light et Mikami ont tous les deux disparu, ce qui a poussé la police à penser que Mishima a comploté avec Kira.
Mishima se fait interroger puis emprisonner, mais il est libéré par Ryuzaki, afin que ce dernier accède au Death Note de la force spéciale, pour affronter Neo-Kira.
Shien accepte une invitation de Ryuzaki au centre national des arts. Shien demande donc à Misa de venir l'aider, ce qu'elle accepte à contrecœur.
Après le retour de trois membres de la force spéciale sur l'affaire, ils se dirigent avec Ryuzaki pour rencontrer Shien, qui a été séduit par la promesse que Ryuzaki révélera son visage et le Death Note de l'équipe. Mishima reste au siège pour les instruire mais le contact est coupé par un signal de brouillage émis par Shien. Contraints de révéler leurs visages, Ryuzaki et deux membres de la Force spéciale sont tués par Misa, qui a acquis les « yeux de Dieu de la mort ».
Misa donne alors à Shien les informations dont il a besoin, mais elle lui confirme que Light est bien mort, cette dernière étant allée vérifier sur une photo de lui, et n'ayant pas vu son nom, ni la date de sa mort. Attristée, Misa note son propre nom dans une page du Death Note, en précisant : « Misa Amane, morte dans les bras de Light Yagami », se remémorant ses plus beaux souvenirs avec Light, et mourant en tombant doucement contre un mur.
Réalisant que celui qui a confié la tâche de Kira est un imposteur, Shien réalise le pacte des yeux de Dieu de la Mort pour tuer l'imposteur et de prendre sa place en tant que nouveau Kira. Shien est ensuite confronté à Mishima et Ryuzaki, et Mishima touche le Death Note de Ryûk, et se souvient de tout. Mishima a tué et remplacé Mikami et Yagami en tant que nouveau Kira. Il a ensuite abandonné le Death Note et a perdu ses souvenirs pour le confier à Shien, qui a pris la relève en tant que nouveau Kira.
La police arrive avec l'ordre de tuer les trois. Shien sort un bout de page du Death Note de sa montre et écrit le vrai nom de Mishima : « Ryo Nakagami ». Shien meurt quelques instants après, Ryuzaki et Nakagami/Mishima partent pour échapper à la police. Nanase se rendant compte que Mishima est responsable de la mort de Matsuda, elle tente de le tuer, Ryuzaki et lui. Ama se sacrifie en tuant Nanase, et au grand désespoir de Ryuzaki.
L'ordre d'exécution de Mishima et Ryuzaki est annulé par Interpol et Mishima est placé en garde à vue. Ryûk explique ensuite pourquoi les six Cahiers de la mort ont été déposées sur Terre. Le roi des Dieux de la Mort mourant, intrigué par Light Yagami, a promis de donner son trône au Shinigami qui trouve le prochain Kira. Lorsque Mishima souligne que les six cahiers ont été sécurisées, Ryûk suggère que la cupidité humaine entraînera leur utilisation à nouveau et s'en ira.
Peu de temps après avoir été conduit dans sa cellule, Mishima est accueilli par Ryuzaki, qui l'informe que le véhicule contenant les cahiers a été attaqué par un groupe terroriste, en détruisant quatre et laissant les deux autres disparus.
Révélant qu'aujourd'hui est sa date de décès, Ryuzaki suggère un échange de rôle avec Mishima, car il pense que ce dernier est le seul à pouvoir récupérer les cahiers manquants. Acceptant son nouveau rôle, Mishima révèle son vrai nom : Ryo Nakagami, et se laisse mourir paisiblement dans sa cellule.
Une scène post-générique montre une vidéo de Light disant : « Comme je l'avais prévu », avec un sourire ironique, montrant qu'avant de mourir, Light avait un plan pour que, malgré sa mort, le symbole de Kira vive encore en d'autres personnes.

## Fiche technique
- Réalisation : Shinsuke Sato
- Genre : Thriller / Policier
- Bande Originale : Namie Amuro
- Sociétés de production : Warner Bros.
- Sociétés de distribution : 
  -  Warner Bros.
  -  Metropolitan Filmexport[réf. nécessaire]
  -  Entertainment One
  -  Encore Films
  -  Kazé
- Dates de sortie :
  -  Japon : 29 octobre 2016
  -  Singapour : 10 novembre 2016
  -  Allemagne : 4 mai 2018

## Distribution
- Masahiro Higashide : Tsukuru Mishima
- Sosuke Ikematsu : Ryūzaki
- Masaki Suda : Yūgi Shion
- Erika Toda : Misa Amane
- Rina Kawaei : Sakura Aoi
- Mina Fujii : Shō Nanase
- Nakamura Shidō II : Ryuk (voix)
- Noémie Nakai : J

## Musique
Le thème principal Dear Diary et la chanson Fighter sont interprétés par Namie Amuro.